# レイクフォレスト (イリノイ州)
レイクフォレスト（Lake Forest）は、アメリカ合衆国イリノイ州のレイク郡にある都市。
人口は1万9367人（2020年）。シカゴの北45キロメートルのミシガン湖畔に位置している。
富裕層の住民が多い。

## 出身者
- マシュー・グレイバーズ - 水泳選手
- ハリー・シップ - サッカー選手